# Jonathan M. Wainwright

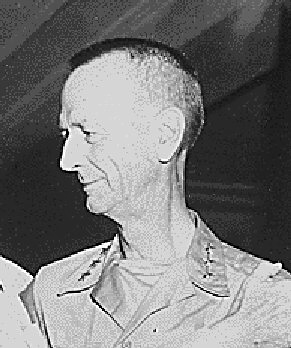
Jonathan M. Wainwright nach seiner Befreiung im August 1945

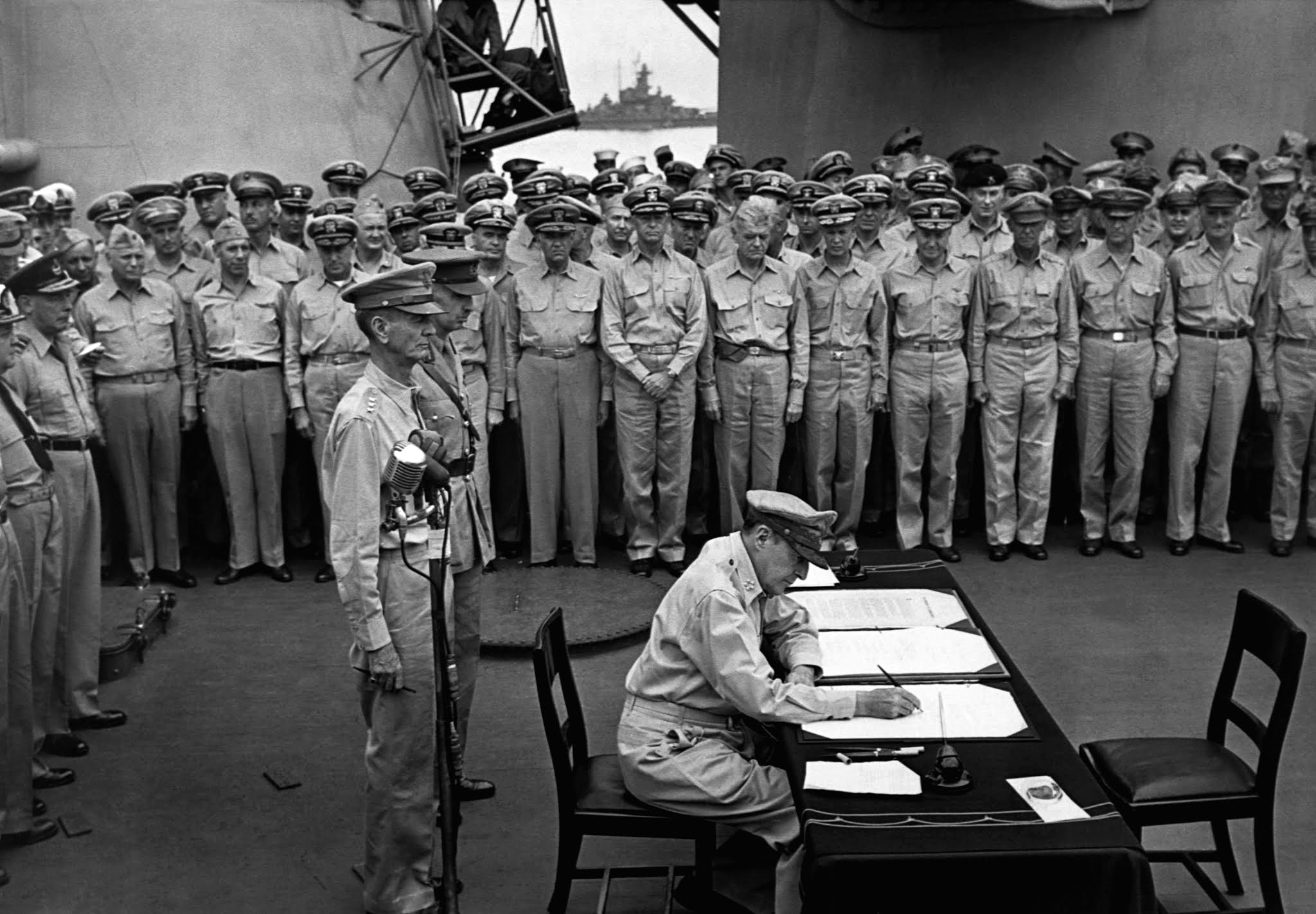
Unterzeichnung der japanischen Kapitulationsurkunde durch Douglas MacArthur (sitzend). Hinter ihm Wainwright und Arthur Percival.

Jonathan Mayhew Wainwright (* 2. August 1883 in Fort Walla Walla, Washington, USA; † 2. September 1953 in San Antonio, Texas (USA)) war ein US-amerikanischer Militär und General des amerikanischen Heeres.

## Leben
Schon Wainwrights Vorfahren dienten beim US-Militär. Sein Vater war Kavallerie-Offizier und kommandierte eine Schwadron während der Schlacht um Santiago im Spanisch-Amerikanischen Krieg.
Nachdem Jonathan Wainwright 1906 die Militärakademie in West Point absolviert hatte, wurde er 1909 auf die Philippinen entsandt. 1918 stieg er zum Assistenten des Stabschefs der 82. US-Infanteriedivision auf und diente zeitweise in Koblenz. Diesen Posten bekleidete er später auch bei der 3. US-Armee, die in Deutschland stationiert war. 1920 wurde Wainwright zum Major befördert. Im Jahr 1936 übernahm er das 3. Kavallerie-Regiment in Fort Myers, Virginia.
Zwei Jahre darauf stieg Wainwright zum Brigadegeneral auf und ging wieder auf die Philippinen, um dort unter General Douglas MacArthur zu dienen. Dort bekam er das Kommando über die Truppen in Nord-Luzon.
Als die Japaner am 8. Dezember 1941 die Schlacht um die Philippinen begannen, waren Jonathan Wainwright und Douglas MacArthur noch dabei, die eigenen Truppen für einen möglichen Angriff der japanischen Armee vorzubereiten. Die Invasion der Inseln, die in den Folgetagen begann, konnte von den alliierten Truppen nicht zurückgeschlagen werden. Sie zogen sich auf die Halbinsel Bataan vor der Bucht von Manila zurück. Während General MacArthur auf einem Schnellboot – auf direkten Befehl des amerikanischen Präsidenten – nach Australien fahren musste, blieb Wainwright bei seinen Truppen. Er kapitulierte am 6. Mai 1942, wurde dort gefangen genommen und musste mit seinen Soldaten am Todesmarsch von Bataan teilnehmen. Nach kurzem Aufenthalt in einem Lager auf den Philippinen brachten ihn die Japaner nach Formosa, welches damals zu Japan gehörte und schließlich nach Mandschukuo, wo er bis zum Ende des Zweiten Weltkriegs in Gefangenschaft blieb. Nach der japanischen Kapitulation nahm er am 2. September 1945 an der Zeremonie auf der Missouri in der Bucht von Tokio teil. Kurz darauf nahm er die Kapitulationserklärung der Japaner auf den Philippinen entgegen.
Für seine Handlungen während der Eroberung der Philippinen durch die Japaner und während seiner Gefangenschaft, erhielt Jonathan Wainwright am 19. September 1945 die Medal of Honor aus den Händen des damaligen Präsidenten Harry S. Truman.
Am 5. September 1945 wurde Wainwright zum General befördert und kommandierte ab Januar 1946 die 4. US-Armee. Er verließ die US-Armee zwei Jahre später am 31. August 1947 und zog sich nach San Antonio in Texas zurück. Dort starb er am 2. September 1953 und wurde auf dem Nationalfriedhof Arlington beigesetzt. Seit Mai 1946 war Wainwright ein Mitglied im Bund der Freimaurer und Shriner, seine Loge Union Lodge No. 7. ist in Junction City (Kansas) ansässig.

## Auszeichnungen
Auswahl der Dekorationen, sortiert in Anlehnung der Order of Precedence of Military Awards:
- Medal of Honor
- Distinguished Service Cross
- Army Distinguished Service Medal (2 ×)
- Bronze Star
- Philippine Campaign Medal (2 ×)
- World War I Victory Medal (United States)
- Army of Occupation of Germany Medal
- American Defense Service Medal
- Asiatic-Pacific Campaign Medal (3 ×)
- World War II Victory Medal
- Philippine Defense Medal (Bronze)
- Philippine Independence Medal

Sonstige Ehrungen
- Ritter-Kommandeur des Schottischen Ritus (A.A.S.R.)
- Verdienstorden der New Yorker Großloge
- Denkmal auf Corregidor

Folgende Institutionen und Straßen tragen seinen Namen
- Fort Wainwright in Alaska
- Veteranen Krankenhaus in Walla Walla (Washington)(Jonathan M. Wainwright IV Medical Center)
- Fort Sam Houston: U.S. Army Wainwright Station
- Wainwright Drive in Pittsburgh
- Wainwright Street in Maryland
- Wainwright Drive in San José (Kalifornien)
- Wainwright Avenue in Closter
- Die Wainwright Drive in El Paso County (Texas) und eine dortige Grundschule sind nach ihm benannt.
- Grundschule in Houston
- Wainwright High School in Tainan (Taiwan). Eine Schule für amerikanische Staatsbürger (seit 1970 geschlossen).

## Film
In dem Film MacArthur – Held des Pazifik wird seine Rolle von Sandy Kenyon verkörpert.

## Werke
- General Wainwright’s Story. Bantam, 1945, ISBN 0-553-24061-7.